# Bording Cup Ladies 2025
Bording Cup Ladies 2025 er den sjette udgave af den danske løbsserie DCU Ladies Cup. Den bliver afviklet over fire afdelinger fra marts til slutningen af september 2025. I september 2024 søgte Danmarks Cykle Union blandt danske cykelklubber arrangører til de fire afdelinger, hvor interesserede skulle vise interesse senest 15. oktober.
Der kåres en samlet vinder, en vinder i ungdomskonkurrencen for U/19-ryttere, samt en vinder af pointkonkurrencen.

## Point
For første siden starten i 2020, kom der i 2025 et nyt pointsystem i DCU Ladies Cup. Nu fik rytterne ikke længere point til det samlede klassement for at stille til start, og nu fik de 15 bedste placerede ryttere i hver afdeling point, hvor det før var de ti første. Desuden blev der oprettet en særskilt pointkonkurrence.

### Klassement
For hver afdeling bliver der givet point til rytterne efter placering.
Nr. 1 får 40 point, Nr. 2 får 35 point, Nr. 3 får 31 point, Nr. 4 får 27 point, Nr. 5 får 23 point... nr. 15 får 1 point. Herudover gives 1 point alle fuldførende ryttere. I tilfælde af pointlighed er placeringen i senest afviklede løb afgørende.

### Pointkonkurrencen
Alle afdelinger køres på en rundstrækning. For hver gang at rytterne kommer over målpassagen, og målstregen på sidste omgang gives der tre point til den første rytter, og 2 og 1 point til de næste to. Når alle fire afdelinger af DCU Ladies Cup er afviklet, kåres der en samlet vinder af pointkonkurrencen. Der er ingen førertrøje i den konkurrence.

## Præmier
Vinder af det samlede klassement får 8.000 kr., andenpladsen modtager 5.000 kr., mens der er 3.000 kr. til tredjepladsen. Vinderen af hver afdeling modtager 2.800 kr., nummer to får 2.300 kr., og tredjepladsen løber af med 1.800 kr. Fjerde- og femtepladsen i hver afdeling tager hjem med 1.300 og 1.000 kr.
I pointkonkurrencen er der 2.000, 1.200 og 800 kr. til de tre bedst placerede ryttere når sidste afdeling er afviklet.

## Hold
“Foreløbig liste”
| UCI Women's WorldTeam- Uno-X Mobility UCI Women's Kontinentalhold- CJ O'Shea Racing DCU Elite Teams (6)- Aalborg-Sparekassen Danmark Dame - Team Friis ABC ACR - Team Sydbank Quooker Njord Law - Team SCC Women Elite - Nyt Syn by Fialla - U19P - Team Rytger Carl Ras Amatørkvindehold- KDM-Pack Cycling Team Regional- og klubhold (7)- Cykle Klubben Aarhus - Cykling Odense - Roskilde Cykle Ring - Thy Cykle Ring - Velo Cycling Club - Strada Cycling - Aalborg Cykle-Ring |
| |

## Resultater
| Etape    | Dato     | Start – Mål                 | type       | Afstand (km) | Elevation (m) | Etapevinder         | Førende rytter |
| -------- | -------- | --------------------------- | ---------- | ------------ | ------------- | ------------------- | -------------- |
| 1. etape | 29. mar. | Askov – Askov               | flad etape | 118,2        | 678 m         | Marita Jensen       | Marita Jensen  |
| 2. etape | 14. jun. | Seest – Seest               | flad etape | 112,2        | 750 m         | Caroline Kirk Schad | Marita Jensen  |
| 3. etape | 14. sep. | Mørkøv – Mørkøv             | flad etape |              |               |                     |                |
| 4. etape | 21. sep. | Greve Strand – Greve Strand | flad etape |              |               |                     |                |

### 1. afdeling i Askov
Vejen Bicycle Club var den 29. marts arrangør af den første afdeling af Bording Cup Ladies 2025. Rytterne skulle køre en 118,2 km lang rute med start og mål i Askov vest for Vejen. For femte gang i karrieren vandt Marita Jensen fra Team Friis ABC ACR en afdeling i DCU Ladies Cup, og hun fik dermed årets første gule førertrøje. Team Nyt Syn by Fialla-rytteren Ida Fialla blev bedste ungdomsrytter. Christina Bragh Lorenzen fra Friis ABC ACR lagde sig med 11 indkørte point i spidsen for det nyetablerede pointkonkurrence.
| Askov - Askov | flad etape | (118,2 km) |

| \| Etaperesultat \| Etaperesultat \| Etaperesultat \| Etaperesultat \| Etaperesultat \| \| Rytter \| Rytter \| Hold \| Tid \| \| \| ------------- \| ----------------------------- \| -------------------------------- \| ------------- \| ------------- \| \| 1. \| Marita Jensen \| Team Friis ABC ACR \| 3t 01' 35" \| \| \| 2. \| Christina Bragh Lorenzen \| Team Friis ABC ACR \| + 0" \| \| \| 3. \| Alberte Greve \| Uno-X Mobility \| + 2' 38" \| \| \| 4. \| Agnes Bøg \| Team Friis ABC ACR \| + 2' 38" \| \| \| 5. \| Ida Fialla \| Nyt Syn by Fialla - U19P \| + 2' 38" \| \| \| 6. \| Alma Walther Møller Rasmussen \| Nyt Syn by Fialla - U19P \| + 2' 38" \| \| \| 7. \| Amalie Kvist Nybroe \| Team Friis ABC ACR \| + 2' 38" \| \| \| 8. \| Gertrud Riis Madsen \| Aalborg-Sparekassen Danmark Dame \| + 2' 38" \| \| \| 9. \| Ida Krickau Ketelsen \| CJ O'Shea Racing \| + 2' 38" \| \| \| 10. \| Karen Maria Weiss \| Team Sydbank Quooker Njord Law \| + 2' 38" \| \| |                               |                                  |            |
| |                               |                                  |            |
| |                               |                                  |            |
| Etaperesultat |                               |                                  |            |
| Rytter | Rytter                        | Hold                             | Tid        |
| 1. | Marita Jensen                 | Team Friis ABC ACR               | 3t 01' 35" |
| 2. | Christina Bragh Lorenzen      | Team Friis ABC ACR               | + 0"       |
| 3. | Alberte Greve                 | Uno-X Mobility                   | + 2' 38"   |
| 4. | Agnes Bøg                     | Team Friis ABC ACR               | + 2' 38"   |
| 5. | Ida Fialla                    | Nyt Syn by Fialla - U19P         | + 2' 38"   |
| 6. | Alma Walther Møller Rasmussen | Nyt Syn by Fialla - U19P         | + 2' 38"   |
| 7. | Amalie Kvist Nybroe           | Team Friis ABC ACR               | + 2' 38"   |
| 8. | Gertrud Riis Madsen           | Aalborg-Sparekassen Danmark Dame | + 2' 38"   |
| 9. | Ida Krickau Ketelsen          | CJ O'Shea Racing                 | + 2' 38"   |
| 10. | Karen Maria Weiss             | Team Sydbank Quooker Njord Law   | + 2' 38"   |

#### Samlet klassement
| Pointkonkurrence | Pointkonkurrence              | Pointkonkurrence                 | Pointkonkurrence | Pointkonkurrence |
| Rytter           | Rytter                        | Hold                             | Point            |                  |
| ---------------- | ----------------------------- | -------------------------------- | ---------------- | ---------------- |
| 1.               | Marita Jensen                 | Team Friis ABC ACR               | 41 point         |                  |
| 2.               | Christina Bragh Lorenzen      | Team Friis ABC ACR               | 36 point         |                  |
| 3.               | Alberte Greve                 | Uno-X Mobility                   | 32 point         |                  |
| 4.               | Agnes Bøg                     | Team Friis ABC ACR               | 28 point         |                  |
| 5.               | Ida Fialla                    | Nyt Syn by Fialla - U19P         | 24 point         |                  |
| 6.               | Alma Walther Møller Rasmussen | Nyt Syn by Fialla - U19P         | 20 point         |                  |
| 7.               | Amalie Kvist Nybroe           | Team Friis ABC ACR               | 17 point         |                  |
| 8.               | Gertrud Riis Madsen           | Aalborg-Sparekassen Danmark Dame | 14 point         |                  |
| 9.               | Ida Krickau Ketelsen          | CJ O'Shea Racing                 | 11 point         |                  |
| 10.              | Karen Maria Weiss             | Team Sydbank Quooker Njord Law   | 9 point          |                  |

### 2. afdeling i Seest
Den 14. juni var Kolding Bicycle Club vært for cuppens 2. afdeling. Der skulle køres seks omgange på en 18,7 km lang rundstrækning med start og mål ved Kolding Køreteknisk Anlæg på Vranderupvej i Seest. Ruten var flad med en samlet forskel på 125 højdemeter. Caroline Kirk Schad fra Team Friis ABC ACR kom først over målstregen med et forspring på tre sekunder til Frederikke Asfeldt fra Team Sydbank Quooker Njord Law. Kirk Schad tjente samtidig 13 point til den nyetablerede pointkonkurrence, og kom på førstepladsen med samme antal point som holdkammerat Christina Bragh Lorenzen. Marita Jensen bevarede den gule førertrøje, mens Ida Fialla fortsat skal køre i den hvide ungdomstrøje.
| Seest - Seest | flad etape | (112,2 km) |

| \| Etaperesultat \| Etaperesultat \| Etaperesultat \| Etaperesultat \| Etaperesultat \| \| Rytter \| Rytter \| Hold \| Tid \| \| \| ------------- \| ------------------------ \| -------------------------------- \| ------------- \| ------------- \| \| 1. \| Caroline Kirk Schad \| Team Friis ABC ACR \| 2t 28' 24" \| \| \| 2. \| Frederikke Asfeldt \| Team Sydbank Quooker Njord Law \| + 3" \| \| \| 3. \| Silje Weitze Antvorskov \| Team Friis ABC ACR \| + 48" \| \| \| 4. \| Christina Bragh Lorenzen \| Team Friis ABC ACR \| + 1' 06" \| \| \| 5. \| Marita Jensen \| Team Friis ABC ACR \| + 1' 06" \| \| \| 6. \| Kamma Bergholt \| Team Rytger Carl Ras \| + 1' 06" \| \| \| 7. \| Emilie Adelheid Olesen \| Team Sydbank Quooker Njord Law \| + 1' 06" \| \| \| 8. \| Anna Serop \| Team Sydbank Quooker Njord Law \| + 1' 06" \| \| \| 9. \| Gertrud Riis Madsen \| Aalborg-Sparekassen Danmark Dame \| + 1' 06" \| \| \| 10. \| Mathilde Cramer \| Team Rytger Carl Ras \| + 1' 06" \| \| |                          |                                  |            |
| |                          |                                  |            |
| |                          |                                  |            |
| Etaperesultat |                          |                                  |            |
| Rytter | Rytter                   | Hold                             | Tid        |
| 1. | Caroline Kirk Schad      | Team Friis ABC ACR               | 2t 28' 24" |
| 2. | Frederikke Asfeldt       | Team Sydbank Quooker Njord Law   | + 3"       |
| 3. | Silje Weitze Antvorskov  | Team Friis ABC ACR               | + 48"      |
| 4. | Christina Bragh Lorenzen | Team Friis ABC ACR               | + 1' 06"   |
| 5. | Marita Jensen            | Team Friis ABC ACR               | + 1' 06"   |
| 6. | Kamma Bergholt           | Team Rytger Carl Ras             | + 1' 06"   |
| 7. | Emilie Adelheid Olesen   | Team Sydbank Quooker Njord Law   | + 1' 06"   |
| 8. | Anna Serop               | Team Sydbank Quooker Njord Law   | + 1' 06"   |
| 9. | Gertrud Riis Madsen      | Aalborg-Sparekassen Danmark Dame | + 1' 06"   |
| 10. | Mathilde Cramer          | Team Rytger Carl Ras             | + 1' 06"   |

#### Samlet klassement
| Pointkonkurrence | Pointkonkurrence         | Pointkonkurrence                 | Pointkonkurrence | Pointkonkurrence |
| Rytter           | Rytter                   | Hold                             | Point            |                  |
| ---------------- | ------------------------ | -------------------------------- | ---------------- | ---------------- |
| 1.               | Marita Jensen            | Team Friis ABC ACR               | 65 point         |                  |
| 2.               | Christina Bragh Lorenzen | Team Friis ABC ACR               | 64 point         |                  |
| 3.               | Caroline Kirk Schad      | Team Friis ABC ACR               | 46 point         |                  |
| 4.               | Silje Weitze Antvorskov  | Team Friis ABC ACR               | 39 point         |                  |
| 5.               | Frederikke Asfeldt       | Team Sydbank Quooker Njord Law   | 37 point         |                  |
| 6.               | Alberte Greve            | Uno-X Mobility                   | 32 point         |                  |
| 7.               | Ida Fialla               | Nyt Syn by Fialla - U19P         | 31 point         |                  |
| 8.               | Agnes Bøg                | Team Friis ABC ACR               | 29 point         |                  |
| 9.               | Gertrud Riis Madsen      | Aalborg-Sparekassen Danmark Dame | 25 point         |                  |
| 10.              | Kamma Bergholt           | Team Rytger Carl Ras             | 21 point         |                  |

### 3. afdeling i Mørkøv
Holbæk Cykelsport står den 14. september for afholdelse af 3. afdeling af Bording Cup Ladies. Ruten med start og mål i Mørkøv er kendt i Bording Cuppen, da den flere gange har været benyttet som den sidste afdeling af cuppen.
| Mørkøv - Mørkøv | flad etape | () |

| \| Etaperesultat \| Etaperesultat \| Etaperesultat \| Etaperesultat \| Etaperesultat \| \| Rytter \| Rytter \| Hold \| Tid \| \| \| ------------- \| ------------- \| ------------- \| ------------- \| ------------- \| |        |      |     |
| |        |      |     |
| |        |      |     |
| Etaperesultat |        |      |     |
| Rytter | Rytter | Hold | Tid |

#### Samlet klassement
| Pointkonkurrence | Pointkonkurrence | Pointkonkurrence | Pointkonkurrence | Pointkonkurrence |
| Rytter           | Rytter           | Hold             | Point            |                  |
| ---------------- | ---------------- | ---------------- | ---------------- | ---------------- |

### 4. afdeling ved Greve
For første gang er Greve Cykle Club vært for Bording Cuppens sidste afdeling. Den bliver kørt 21. september.
| Greve Strand - Greve Strand | flad etape | () |

| \| Etaperesultat \| Etaperesultat \| Etaperesultat \| Etaperesultat \| Etaperesultat \| \| Rytter \| Rytter \| Hold \| Tid \| \| \| ------------- \| ------------- \| ------------- \| ------------- \| ------------- \| |        |      |     |
| |        |      |     |
| |        |      |     |
| Etaperesultat |        |      |     |
| Rytter | Rytter | Hold | Tid |

## Samlet klassement
| Pointkonkurrence | Pointkonkurrence | Pointkonkurrence | Pointkonkurrence | Pointkonkurrence |
| Rytter           | Rytter           | Hold             | Point            |                  |
| ---------------- | ---------------- | ---------------- | ---------------- | ---------------- |

## Trøjernes fordeling gennem løbsserien
| Etape    |            | Vinder _            | Samlede stilling | Ungdomstrøje |
| -------- | ---------- | ------------------- | ---------------- | ------------ |
| 1. etape | flad etape | Marita Jensen       | Marita Jensen    | Ida Fialla   |
| 2. etape | flad etape | Caroline Kirk Schad | Marita Jensen    | Ida Fialla   |
| 3. etape | flad etape |                     |                  |              |
| 4. etape | flad etape |                     |                  |              |
| Samlet   |            |                     |                  |              |